# Teologia (könyvsorozat)
A Teologia egy 2003-ban indult magyar teológiai könyvsorozat, amely az idehaza kevéssé ismert középkori egyházi irodalom latin nyelvű műveiből ad közre köteteket.
A magyar nyelvű szövegközléseken túl szakavatott tudósok alapos kritikai jegyzetei segítik az olvasót. A sorozat gazdája a Kairosz Kiadó.

## Kötetei
- Johannes Tauler: A hazatérés útjelzői. Beszédek a misztikus útról, Paulus Hungarus – Kairosz Kiadó, Budapest, 2002, ISBN 963-940-654-6, 475 p.
- Eckhart Mester: Beszédek, Paulus Hungarus – Kairosz Kiadó, Budapest, 2003, ISBN 963-948-442-3, 117 p.
- Sienai Szent Katalin: Dialógus, Paulus Hungarus – Kairosz Kiadó, Budapest, 2003, ISBN 963-956-811-2, 477 p.
- Eckhart Mester: Az értelem fénye. Fiatalkori művek, német prédikációk, tanköltemény és értekezések., Kairosz Kiadó, Budapest, 2010, ISBN 978-963-662-411-8, 438 p.
- Sienai Szent Katalin: Misztikus levelek I–II., Kairosz Kiadó, Budapest, 2012, ISBN 978-963-662-536-8, 964 p.

### Előzmény
Bár az előzőek előtt, és más típusú borítóval jelent meg, de tulajdonképpen a sorozathoz tartozik a következő mű is:
- Paschasius Radbertus – Ratramnus: Az Úr testéről és véréről (ford. Rokay Zoltán), Budapest, 2001, ISBN 963-9302-98-8, 227 p.